# Малая Шалта
Малая Шалта (кирг. Кичи Шалта) — село в Сокулукском районе Чуйской области Кыргызстана. Входит в состав Кунтууского айылного аймака.

## География
Село расположено в центральной части области, на расстоянии приблизительно 10 километров (по прямой) к юго-востоку от села Сокулук, административного центра района. Абсолютная высота — 853 метра над уровнем моря.

## Население
Согласно оценочным данным Национального статистического комитета Кыргызской Республики, численность населения села на начало 2023 года составляла 381 человек.
| год     | 2009 | 2014 | 2015 | 2020 | 2021 | 2023 |
| ------- | ---- | ---- | ---- | ---- | ---- | ---- |
| человек | 422  | 326  | 325  | 368  | 386  | 381  |